# Nina Zanjani
Nina Nasr Zanjani (født 1. september 1981) er en svensk skuespillerinde. Hun studerede på Teaterhögskolan i Stockholm.
Nina blev født i Iran, men flyttede med sin familie til Sverige, da hun var seks år gammel. Hun voksede op i Gråbo, Västra Götalands län, hvor hun boede med sine forældre og bror.
Zanjani fik sin første filmrolle i Pas på fjolserne fra 2007, der er instrueret af Helena Bergström.

## Udvalgt filmografi
- Kommissarie Winter (tv-serie, 2001)
- Pas på fjolserne (2007)
- Farmand (2010)
- Wallander (tv-serie, 2009-2010)
- Nogle gange kommer vinteren om natten (kortfilm, 2011)
- Porsche (kortfilm, 2013)
- Maria Wern (tv-serie, 2016)
- Modus (tv-serie, 2017)
- Halfdan Viking (2018)
- Elsk mig (tv-serie, 2019-2020)
- Hamilton (tv-serie, 2020-2022)
- Harmonica (tv-serie, 2022)
- STHLM Blackout (tv-serie, 2024)
- Beck (tv-serie, 2024)